# Ron Mueck
Ron Mueck (Hans Ronald Mueck), né le 9 mai 1958 à Melbourne, est un sculpteur australien hyperréaliste travaillant en Grande-Bretagne.
Ses sculptures monumentales reproduisent le corps humain dans ses plus minutieux détails grâce au silicone, à la résine polyester et à la peinture à l’huile. Derrière sa précision clinique, un goût du morbide transparaît, à travers la déchéance de ses corps obèses et vieillissants accentuée par leurs dimensions anormales.

## Carrière
Dans les années 1980, Ron Mueck joue quelques rôles au cinéma, notamment dans des films réalisés ou dont les effets spéciaux sont de Jim Henson. Le plus célèbre étant Labyrinthe de Jim Henson.
Ron Mueck fonde en 1990 une entreprise de production de mannequins pour des publicités. Ses personnages photo-réalistes ne sont créés que pour être photographiés sous un certain angle et Mueck désire de plus en plus produire des sculptures semblant parfaites quelle que soit la position du spectateur.
Il peut être rapproché de l'artiste Stanley Spencer des années 1930 ou de son contemporain Jenny Saville. Les artistes du mouvement hyperréaliste tels Duane Hanson, John de Andrea, Ralph Goings et Chuck Close s'apparentent aussi à son œuvre.
Il a profondément renouvelé la question de la sculpture contemporaine par ses œuvres monumentales ou étrangement petites qui créent une tension entre notre univers réel et le monde fantasmagorique qu'il y intègre.
Ron Mueck passe à l'art en 1996 en collaboration avec sa belle-mère Paula Rego pour qui il produit des petits personnages pour un de ses tableaux, en particulier une sculpture de Pinocchio. Elle le présente au collectionneur Charles Saatchi qui est impressionné.
Il est révélé en 1997 par l'exposition Sensation à la Royal Academy of Arts pour laquelle il a créé Dead Dad (Père mort), une œuvre sur le corps de son père réduit aux deux tiers de sa taille réelle.
À la Biennale de Venise de 2001, il présente son Boy (créé en 1999) de 4,5 mètres de haut et d'un poids de 500 kg.  
En 2002, sa sculpture Femme enceinte est achetée par la National Gallery of Australia pour 800 000 $ australiens.
Du 13 octobre 2005 au 16 janvier 2006, sa sculpture Big Man (« Gros Homme nu et pensif, recroquevillé dans un coin ») prêtée par le Hirshhorn Museum and Sculpture Garden de Washington faisait partie de l’exposition Mélancolie au Grand Palais de Paris.

## Quelques œuvres
- 1996 : Pinocchio (matériaux divers) - The John and Amy Phelan Collection
- 1996-1997 : Dead Dad (matérieux divers) Giverny Capital Collection
- 1997 : Mask
- 1998 : Ghost, à la Tate Liverpool.
- 1999 : Untitled (Seated Woman), au Modern Art Museum of Fort Worth (Texas).
- 1999 :  Boy (matériaux divers) Aarhus Kunstmuseum, Danemark
- 2000 : 
  - Baby (matériaux divers) ZAMU, Amsterdam
  - Big Man, au Hirshhorn Museum and Sculpture Garden, à Washington, D.C,
  - Untitled (Old Woman in Bed), au Musée des beaux-arts du Canada, à Ottawa.
  - Man in Blankets (Homme couché dans des couvertures)
  - Mother and Child (matériaux divers) Staatsgemäldesammlungen Munich, Museum Brandhorst
- 2001-2002 : Mask II, British Museum, Londres.
- 2002 : Man in a Boat, Collection privée, Londres
- 2003 : Head of a Baby, au Musée des beaux-arts du Canada, à Ottawa.
- 2005 : 
  - In Bed, à la Queensland Art Gallery, à Brisbane : une femme de 6 m de long qui semble s'éveiller, couchée dans un lit, avec un regard pensif. (matériaux divers) Collection Fondation Cartier pour l'art contemporain
  - Two Women : deux vieilles dames qui ont l'air de papoter dans la rue en observant au loin un mystérieux événement.
  - Wild Man, à la Tate Gallery, à Londres : un géant nu au regard inquiet.
  - Spooning Couple, à la Tate Gallery, à Londres : un homme et d'une femme presque nus allongés l'un à côté de l'autre comme sur un lit (miniature d'environ 40 cm).
  - Mask III, à la Tate Gallery, à Londres : un énorme visage d'une femme noire.

- 2006-2007 : A Girl - Musée des beaux-arts du Canada (Ottawa) : « Nouveau-né monumental : taché de traces de sang et avec le cordon ombilical toujours attaché, son corps porte les marques de l'expérience de l'accouchement. L'artiste utilise une distorsion d'échelle saisissante pour évoquer à la fois l'épreuve et le miracle de la naissance[Note 2]. »
- 2009 : 
  - Youth (Un jeune homme blessé)
  - Still Life (Un poulet mort et déplumé pendu par les pattes)
- 2013 :
  - Young Couple : Un couple d'adolescents qui parait simple de face, mais révèle derrière lui une possessivité de la part du garçon.
  - Couple Under An Umbrella : un couple de personne âgées sous un parasol. (matériaux divers) Musée Voorlinden, Wasenaar, Pays-bas
  - Woman With Shopping (Femme avec paniers)
- Année inconnue : Drift (Dérive : un homme [lui-même ?] en maillot de bain sur un matelas pneumatique)
- 2017 : Mass : cent gigantesques crânes humains. (matériaux divers) National Gallery of Victoria, Melbourne
- 2018 : Dark Place, Thaddaeus Ropac

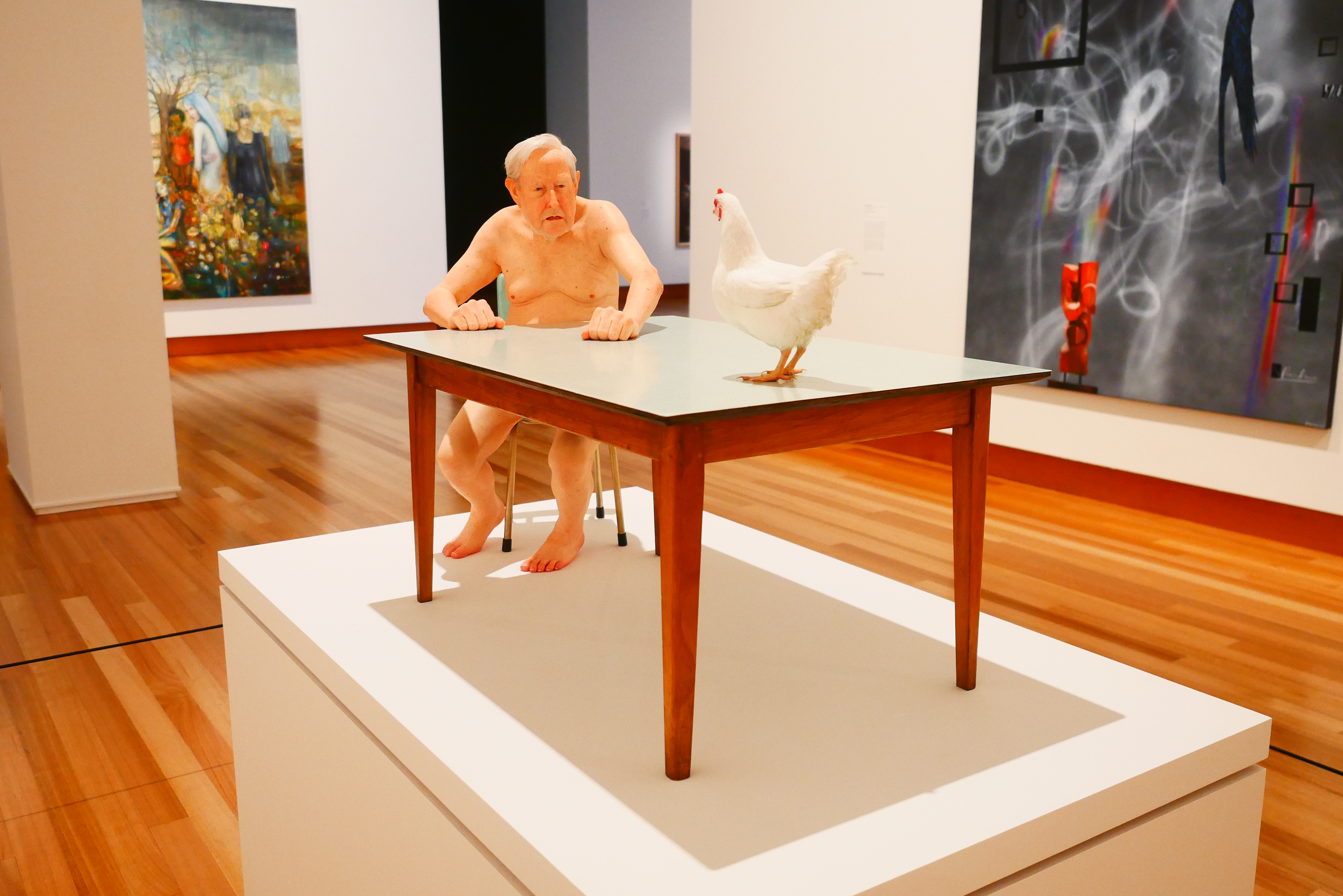
Chicken Man (2019), Christchurch Art Gallery (Christchurch, Nouvelle-Zélande).

- 2019 : Chicken Man, Christchurch Art Gallery (en) (Christchurch, Nouvelle-Zélande).
- 2021 : Dead Weight : un crâne en fonte de près de deux tonnes. Galerie Thaddaeus Ropac
- 2023 :
  - This Little Piggy ; en cours de réalisation : un groupe d'hommes s'adonnant à leur tâche, l'abattage d'un animal, œuvre inspirée d'un passage d'un roman de John Berger décrivant ce moment important de la vie d'une communauté rurale. Thaddaeus Ropac
  - Untitled (Three Dogs) : un groupe de trois chiens de près de trois mètres de haut. Thaddaeus Ropac

## Expositions
Liste non exhaustive.
- 23 novembre 2005 au blizzard du caillou (?)[réf. souhaitée].
- 19 février 2006 la Fondation Cartier pour l'art contemporain à Paris[Note 3].
- Du 2 mars 2007 au 6 mai 2007, le Musée des beaux-arts du Canada d'Ottawa, a exposé des œuvres de Ron Mueck.
- Une nouvelle exposition personnelle de l'artiste a de nouveau été présentée du 16 avril 2013 au 27 octobre 2013 à la Fondation Cartier pour l'art contemporain à Paris.
- Du 16 novembre 2013 au 23 février 2014, l'exposition initialement présentée à Paris en 2013 est transférée, en association avec la Fondation Cartier pour l'art contemporain, à la Fundación Proa (en) de Buenos Aires[Note 4].
- Du 26 février 2017 au 3 août 2017 au « MFAH », Musée des Beaux-Arts de Houston, Texas.
- Du 16 février 2018 au 6 mai 2018, De nouvelles œuvres de Ron Mueck à « The Modern », Musée d'Art moderne de Fort Worth, Texas.
- Du 8 juin 2023 au 5 novembre 2023 à la « Fondation Cartier pour l'art contemporain », Fondation Cartier, Paris.

## Filmographie
Acteur et designer - Toutes ces informations proviennent de l'IMDb.
- 1979-1983 : Shirl's Neighbourhood, série télévisée enfantine australienne produite par Jenifer Hooks et Richard Bence : Bartholomew the Sheep (Bartholomew le mouton).
- 1985 : Dreamchild, film britannique de Gavin Millar : Gryphon.
- 1986 : The Tale of the Bunny Picnic (en), téléfilm musical britannique de Jim Henson et David G. Hillier : le lapin conteur.
- 1986 : Labyrinthe, film américano-britannique de Jim Henson : voix de Ludo (fétard 2).
- 1986 (1 épisode) : Saturday Superstore (en), série télévisée enfantine britannique, épisode réalisé par Oliver MacFarlane : Ludo.
- 1987 (1 épisode) : CBS Summer Playhouse, série télévisée américaine créée par Jim Henson et Gary Markowitz : concepteur du dragon.
- 1989 : Queen of Hearts (en) de Jon Amiel : voix du cochon.
- 1990 : Gophers! (en), série télévisée enfantine américaine conçue par Mark Mason : concepteur des marionnettes.
- 1997 : Forever, film britannique de Nick Willing : concepteur des fées.